# Антанас Дрілінґа
Антанас Дрілінґа (лит. Antanas Drilinga; *16 травня 1935, Плікішкяй, Анікшяйський район, Литва) — литовський поет і прозаїк. Редактор молодіжного журналу «Нямунас» («Nemunas»). 

## Біографія
У 1955-1959 вивчав литовську мову і літературу в Вільнюському педагогічному інституті, з 1973 — журналістику в Вільнюському університеті (закінчив в 1976). У 1958-1962 працював в редакції газети «Ком'яунімо тієса» («Komjaunimo tiesa»; «Комсомольська правда»). Пізніше працював в редакції журналу для школярів «Мокслейвіс» («Moksleivis»; «Школяр»; 1965-1966), в 1966-1972 був редактором молодіжного журналу «Нямунас» («Nemunas»), пізніше — редактором щотижневої газети Спілки письменників Литви «Література ір мянас» («Literatūros ir menas»).
З 1962 член Союзу письменників Литви (СПЛ). У 1970-1990 був членом правління Спілки письменників Литви, в 1971-1974 був секретарем каунаського відділення СПЛ.
Лауреат фестивалю «Весна поезії» (1972)

## Творчість
Автор ліричних віршів і мікропоем, романів, творів документально-біографічної прози («Монсеньйор», «Monsinjoras: Akimirkos su monsinjoru Kazimieru Vasiliausku»; 1994), лібрето опери композитора Альгимантаса Бражінскаса «Крістіонас» («Kristijonas»; постановка 1985), віршів для дітей (книг «Kur kairėn, kur dešinėn»; 1957, «Vilnius nubunda»; 1959); видав збірку нарисів Каунаські автографи («Kauno autografai»; 1977). У романах найчастіше звертається до буднів сучасника, складних сімейних взаємин, спробам індивіда утвердитися в суспільстві, подолати складні духовні колізії.

## Збірники поезії
- «Atveriu langą» («Відкриваю вікно», 1959)
- «Rankos ir betonas» («Руки і бетон», 1962)
- «Skambančios naktys» («Дзвінкі ночі», 1965)
- «Šiluma» («Теплота», 1968)
- «Monologų knyga» («Книга монологів», 1971)
- «Erdvės trauka: mikropoemų knyga» («Просторове тяжіння», 1974)
- «Rugpjūčio ritmai» («Ритми прокидаються», 1977)
- «Jūrų romansai» («Романси морів», 1980)
- «Laukimas» («Очікування», 1988)
- «Ugnies paukštė» («Вогняна птиця», 1996)

## Романи
- «Laimės kūdikio gyvenimas» (1980)
- «Jau saulelė» (1982)
- «Ant keteros» (1985)
- «Ateiti ir išeiti» (1993)
- «Pelenai» (1995)